# Wings Upon Your Horns
| Recensione | Giudizio |
| ---------- | -------- |
| AllMusic   | [ 1 ]    |

Wings Upon Your Horns è un album discografico di Loretta Lynn, pubblicato dalla casa discografica Decca Records nel febbraio del 1970.

## Tracce

### LP
Lato A
1. Wings Upon Your Horns – 2:35 (Loretta Lynn) – Registrato il 1º ottobre 1969 al Bradley's Barn di Mount Juliet, Tennessee
2. When I Reach the Bottom (You'd Better Be There) – 2:20 (Loretta Lynn, Lorene Allen) – Registrato il 2 aprile 1969 al Bradley's Barn di Mount Juliet, Tennessee
3. This Stranger (My Little Girl) – 3:35 (Ruby Van Noy, Ann Burns, Barbara Fairchild) – Registrato il 30 agosto 1968 al Bradley's Barn di Mount Juliet, Tennessee
4. I Only See the Things I Wanna See – 2:16 (Loretta Lynn, Loudilla Johnson) – Registrato il 19 novembre 1968 al Bradley's Barn di Mount Juliet, Tennessee
5. If You Handle the Merchandise – 2:22 (Peggy Sue Wells) – Registrato il 3 ottobre 1969 al Bradley's Barn di Mount Juliet, Tennessee
6. I'm Dynamite – 2:50 (Loretta Lynn) – Registrato il 2 ottobre 1969 al Bradley's Barn di Mount Juliet, Tennessee

Lato B
1. The Big Ole Hurt – 2:25 (Loretta Lynn) – Registrato il 18 gennaio 1967 al Bradley's Barn di Mount Juliet, Tennessee
2. I'd Rather Be Gone – 2:32 (Merle Haggard) – Registrato il 3 ottobre 1969 al Bradley's Barn di Mount Juliet, Tennessee
3. You Wouldn't Know an Angel (If You Saw One) – 2:55 (Frances Rhodes, Loretta Lynn) – Registrato il 14 maggio 1969 al Bradley's Barn di Mount Juliet, Tennessee
4. I'll Still Be Missing You – 2:30 (Warner McPherson) – Registrato il 3 ottobre 1969 al Bradley's Barn di Mount Juliet, Tennessee
5. Let's Get Back Down to Earth – 2:01 (Loretta Lynn) – Registrato il 2 ottobre 1969 al Bradley's Barn di Mount Juliet, Tennessee[3]

## Musicisti
Wings Upon Your Horns
- Loretta Lynn - voce
- Grady Martn - chitarra elettrica solista
- Ray Edenton - chitarra acustica
- Hal Rugg - chitarra steel
- Hargus Robbins - pianoforte
- Harold Bradley - basso elettrico
- Bob Moore - contrabbasso
- Buddy Harman - batteria
- The Jordanaires (gruppo vocale) - accompagnamento vocale, coro
- Owen Bradley - produttore

When I Reach the Bottom (You'd Better Be There)
- Loretta Lynn - voce
- Grady Martin - chitarra
- Jerry Shook - chitarra
- Hal Rugg - chitarra steel
- Larry Butler - pianoforte
- James Wilkerson - vibrafono
- Junior Huskey - contrabbasso
- Buddy Harman - batteria
- Owen Bradley - produttore

This Stranger (My Little Girl)
- Loretta Lynn - voce
- Grady Martin - chitarra elettrica solista
- Ray Edenton - chitarra acustica
- Hal Rugg - chitarra steel
- Floyd Cramer - pianoforte
- Harold Bradley - basso elettrico
- Norbert Putnam - contrabbasso
- Buddy Harman - batteria
- The Jordanaires (gruppo vocale) - accompagnamento vocale, cori
- Owen Bradley - produttore

I Only See the Things I Wanna See
- Loretta Lynn - voce
- Grady Martin - chitarra
- Hal Rugg - chitarra steel
- Floyd Cramer - pianoforte
- Harold Bradley - basso elettrico
- Junior Huskey - contrabbasso
- Buddy Harman - batteria
- Teddy Wilburn - accompagnamento vocale, coro
- Owen Bradley - produttore

If You Handle the Merchandise / I'm Dynamite / I'd Rather Be Gone / I'll Still Be Missing You / Let's Get Back Down to Earth
- Loretta Lynn - voce
- Grady Martn - chitarra elettrica solista
- Ray Edenton - chitarra acustica
- Hal Rugg - chitarra steel
- Hargus Robbins - pianoforte
- Harold Bradley - basso elettrico
- Bob Moore - contrabbasso
- Buddy Harman - batteria
- The Jordanaires (gruppo vocale) - accompagnamento vocale, coro
- Owen Bradley - produttore

The Big Ole Hurt
- Loretta Lynn - voce
- Grady Martin - chitarra elettrica solista
- Hal Rugg - chitarra steel
- Floyd Cramer - pianoforte
- Harold Bradley - basso elettrico
- Joe Zinkan - contrabbasso
- Buddy Harman - batteria
- The Jordanaires (gruppo vocale) - accompagnamento vocale, cori
- Owen Bradley - produttore

You Wouldn't Know an Angel (If You Saw One)
- Loretta Lynn - voce
- Grady Martin - chitarra
- Ray Edenton - chitarra
- Pete Wade - chitarra
- Hal Rugg - chitarra steel
- Hargus Robbins - pianoforte
- Junior Huskey - contrabbasso
- Buddy Harman - batteria
- Owen Bradley - produttore[3]

## Classifica
Album
| Anno | Classifica         | Posizione raggiunta |
| ---- | ------------------ | ------------------- |
| 1970 | Billboard 200      | 146                 |
| 1970 | Top Country Albums | 5                   |

Singoli
| Anno | Titolo del brano      | Classifica        | Posizione raggiunta |
| ---- | --------------------- | ----------------- | ------------------- |
| 1970 | Wings Upon Your Horns | Hot Country Songs | 11                  |